# Pseudozumia rufonigra
Pseudozumia rufonigra är en stekelart som beskrevs av Gusenleitner. Pseudozumia rufonigra ingår i släktet Pseudozumia och familjen Eumenidae. Inga underarter finns listade i Catalogue of Life.